# Art Phillips

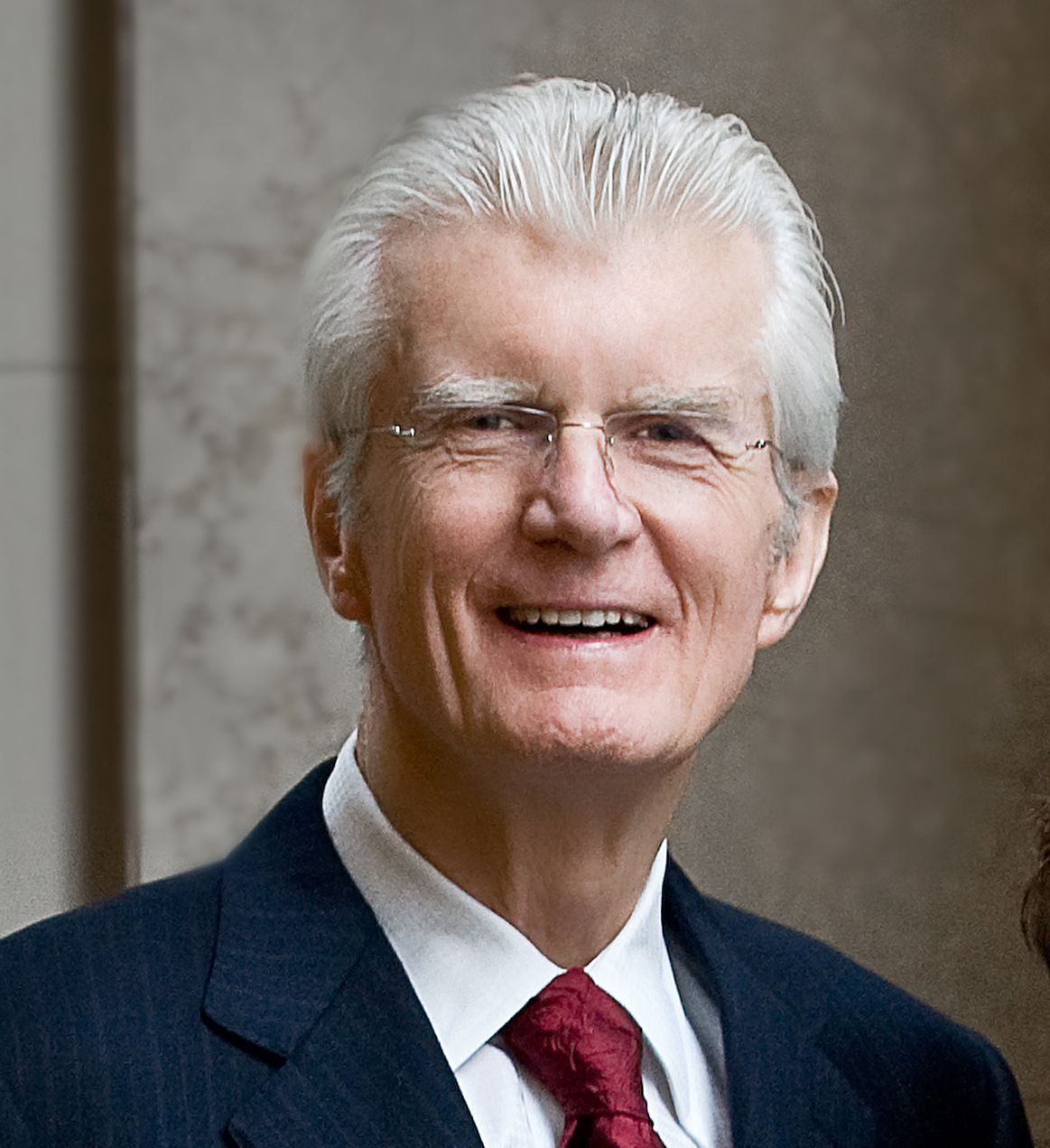
Arthur Phillips

Arthur Phillips (ur. 12 września 1930 w Montrealu, zm. 29 marca 2013 w Vancouver) – kanadyjski działacz polityczny, burmistrz Vancouver, deputowany.
Absolwent studiów handlowych na Uniwersytecie Kolumbii Brytyjskiej, był założycielem dużej firmy inwestycyjnej Phillips, Hager & North. W 1968 został wybrany do rady miejskiej Vancouver, w latach 1972–1976 pełnił funkcję burmistrza. Należał do inicjatorów ruchu wyborczego TEAM (The Electors' Action Movement). Z ramienia liberałów zasiadł w 1979 w Izbie Gmin, izbie niższej parlamentu kanadyjskiego, ale już w lutym 1980 w wyborach przyspieszonych reelekcji nie uzyskał. Powrócił wówczas do sektora prywatnego. W służbie publicznej udzielał się jeszcze w latach 1985–1987 jako komisarz ds. ubezpieczeń w przemyśle. W 2010 został wyróżniony honorowym obywatelstwem Vancouver.
Jego druga żona Carole Taylor, dziennikarka, również aktywnie uczestniczyła w polityce lokalnej; była radną Vancouver i ministrem finansów w rządzie Kolumbii Brytyjskiej.

## Źródła i linki zewnętrzne
- Former Vancouver mayor Art Phillips dead at 82, CBC News, 29 marca 2013 (dostęp: 30 marca 2013)
- Doug Ward, Art Phillips dead at age 82: Former mayor set the stage for Vancouver’s future as a livable city, "The Vancouver Sun", 29 marca 2013 (dostęp: 30 marca 2013)
- Arthur Phillips jako członek parlamentu Kanady. parl.gc.ca. [zarchiwizowane z tego adresu (2014-02-20)]. (dostęp: 30 marca 2013)